# ایستگاه متروی جوانمرد قصاب
ایستگاه متروی جوانمرد قصاب، یکی از ایستگاه‌های متروی تهران است که در بلوار شهید دستواره (جوانمرد قصاب) تهران، در نزدیکی محله جوانمرد قصاب و شهرک سیزده آبان واقع شده‌است. این ایستگاه در خط ۱ متروی تهران واقع شده‌است و در آینده ایستگاه تبادلی بین خط ۱ و خط ۱۱ متروی تهران خواهد شد.